# سیناس (دهانه)
سیناس یک دهانه برخوردی در ماه‌ است.

## دهانه‌های اقماری
این دهانه ۶ دهانه اقماری دارد.
| Sinas | عرض جغرافیایی | طول جغرافیایی | قطر         |
| ----- | ------------- | ------------- | ----------- |
| A     | ۷.۸° N        | ۳۲.۶° E       | ۶.۰ کیلومتر |
| E     | ۹.۷° N        | ۳۱.۰° E       | ۹.۰ کیلومتر |
| G     | ۹.۶° N        | ۳۴.۳° E       | ۵.۰ کیلومتر |
| H     | ۱۰.۰° N       | ۳۳.۵° E       | ۶.۰ کیلومتر |
| K     | ۶.۸° N        | ۳۳.۱° E       | ۵.۰ کیلومتر |
| J     | ۱۰.۳° N       | ۳۳.۷° E       | ۶.۰ کیلومتر |